# Victoria Camps Medina
Victoria Camps Medina (Barcellona, 23 luglio 1990) è un'attrice e modella spagnola, nota per aver interpretato il ruolo di Jacinta Ramos nella soap Il segreto (El secreto de Puente Viejo).

## Biografia
Victoria Camps Medina è nata il 23 luglio 1990 a Barcellona (Spagna), fin da piccola ha coltivato la passione per la recitazione, tanto che all'età di a quindici anni si è iscritta ad un corso di danza, ma pochi mesi dopo, cambiò idea, e decise di intraprendere la carriera di recitazione, quando ha visto in TV una serie di film interpretati da Meryl Streep.

## Carriera
Victoria Camps Medina dopo aver terminato gli studi superiori ha deciso di dedicarsi esclusivamente al mondo della recitazione, formandosi presso la scuola Nancy Tuñón di Barcellona, dove ha completato tre anni di formazione di recitazione. Successivamente ha preso lezioni presso lo studio di Susan Batson a New York, dove ha praticato la tecnica Meisner e si è anche formata nel Modulo Uno di Fernando Piernas a Madrid.
Ha preso parte al corso su William Shakespeare al BECS a Londra diretto da Dugald Bruce-Lockhart, ed ha partecipato a diversi cortometraggi per l'ESCAC. Nel 2008 ha recitato nel cortometraggio Paliza a Pingu diretto da Albert Triviño, Martí Lucas e David Casademunt.
Nel 2010 ha recitato nei film Por siempre juntos e in Mil cretins diretto da Ventura Pons. Nello stesso anno ha recitato nel cortometraggio La màgia d'una mirada. L'anno successivo, nel 2011, ha recitato nel film-documentario Energía 3D, registrato in 3D dal regista Josep Duran. Nel 2012 ha recitato nel cortometraggio Menù para dos diretto da Jordi Ruiz Masó. L'anno successivo, nel 2013, ha recitato nel cortometraggio Minimo diretto da Cara Otero.
Nel 2013 e nel 2014 è stata scelta da Antena 3 per interpretare il ruolo della perfida Jacinta Ramos nella soap Il segreto (El secreto de Puente Viejo), dove è arrivata a Puente Viejo per prendere il posto della vera Aurora Castro, interpretata da Ariadna Gaya.
Nel 2014 ha interpretato il ruolo di Eva Casado nel film Pasion Criminal, insieme a Jordi Coll con cui aveva già condiviso lo schermo ne Il segreto (El secreto de Puente Viejo). L'anno successivo, nel 2015, ha recitato nel film Culpa diretto da Alejandro Menéndez.
Nel 2016 ha recitato il ruolo di Blanca nel film La Rosa és morta diretto da Daniel Giménez. Nello stesso anno ha recitato nei film Rock or lust diretto da Alejandro Menéndez e in Messiah diretto da Carlos Marín.
Nel 2018 ha interpretato il ruolo di Cristina nella serie 5 minuts tard. Nello stesso anno ha recitato nei film Messiah diretto da Carlos Marín e in Alma diretto da Domenica G. Diego.
Nel 2019 ha interpretato il ruolo di Babila nella serie Com si fos ahir. Nello stesso anno ha interpretato il ruolo di Manuela nel cortometraggio Rosario diretto da Ruben Sanchez. Nel 2020 ha interpretato il ruolo di Alma nel cortometraggio Alma diretto da Domenica G. Diego.

## Filmografia

### Cinema
- Por siempre juntos (2010)
- Mil cretins, diretto da Ventura Pons (2010)
- Energía 3D, regia di Josep Duran (2011)
- Pasión Criminal, regia di Rubén dos Santo (2014)
- Culpa, regia di Alejandro Menéndez (2015)
- La Rosa és morta, regia di Daniel Giménez (2016)
- Rock or lust, regia di Alejandro Menéndez (2016)
- Messiah, regia di Carlos Marín (2016)

### Televisione
- Il segreto (El secreto de Puente Viejo) – soap opera (2013-2014) – Jacinta Ramos
- 5 minuts tard – serie TV (2018) – Cristina
- Com si fos ahir – serie TV (2019) – Babila
- Rocco Schiavone - serie TV, episodio 6x04 (2025)

### Cortometraggi
- Paliza a Pingu, regia di Albert Triviño, Martí Lucas e David Casademunt (2008)
- La màgia d'una mirada (2010)
- Menù para dos, regia di Jordi Ruiz Masó (2012)
- Minimo, regia di Cara Otero (2013)
- Rosario, regia di Ruben Sanchez (2019) – Manuela
- Alma, regia di Domenica G. Diego (2020) – Alma

## Teatro
- Crímenes del Corazón di Beth Henley e Nancy Tuñón (2012)
- Room Escape di Biel Duran, diretto da Blanca Bardagil, presso il microteatro di Barcellona (2015-2016)
- Pornosotros, presso il microteatro di Barcellona-Madrid (2016)
- La Huida, diretto da Miguel Angel Flores, presso il microteatro di Barcellona (2017)
- Éxito, diretto da André Jalil, presso la porta 4 (2018)
- A palo seco y la rebelión de las Nancys, diretto da Sergi Manel Alonso, presso Latina a Madrid (2021)

## Doppiatrici italiane
Nelle versioni in italiano dei suoi film e delle sue serie TV, Victoria Camps Medina è stata doppiata da:
- Giorgia Locuratolo[25] ne Il segreto[26]